# Vila Viçosa
Vila Viçosa – miejscowość w Portugalii, leżąca w dystrykcie Évora, w regionie Alentejo w podregionie Alentejo Central. Miejscowość jest siedzibą gminy o tej samej nazwie.

## Krótki opis
Jedno z tzw. Marmurowych Miast, nazywane tak ze względu na powszechne zastosowanie tego budulca w architekturze miasta. Pobliskie kamieniołomy eksploatują jedne z największych złóż marmuru w Europie. Z marmurów z tego regionu zbudowano m.in. Klasztor Hieronimitów w Belém, Klasztor w Batalha, Opactwo Cystersów w Alcobaça i Torre de Belém. Portugalczycy eksportowali te marmury do Afryki, Indii i Brazylii.

## Demografia
| Liczba ludności gminy Vila Viçosa (1801–2011) | Liczba ludności gminy Vila Viçosa (1801–2011) | Liczba ludności gminy Vila Viçosa (1801–2011) | Liczba ludności gminy Vila Viçosa (1801–2011) | Liczba ludności gminy Vila Viçosa (1801–2011) | Liczba ludności gminy Vila Viçosa (1801–2011) | Liczba ludności gminy Vila Viçosa (1801–2011) | Liczba ludności gminy Vila Viçosa (1801–2011) | Liczba ludności gminy Vila Viçosa (1801–2011) | Liczba ludności gminy Vila Viçosa (1801–2011) |
| --------------------------------------------- | --------------------------------------------- | --------------------------------------------- | --------------------------------------------- | --------------------------------------------- | --------------------------------------------- | --------------------------------------------- | --------------------------------------------- | --------------------------------------------- | --------------------------------------------- |
| 1801                                          | 1849                                          | 1900                                          | 1930                                          | 1960                                          | 1981                                          | 1991                                          | 2001                                          | 2004                                          | 2011                                          |
| 5 697                                         | 5 821                                         | 7 163                                         | 8 444                                         | 9 974                                         | 8 546                                         | 9 068                                         | 8 871                                         | 8 745                                         | 8 319                                         |

## Sołectwa
Sołectwa gminy Vila Viçosa (ludność wg stanu na 2011 r.):
- Bencatel – 1679 osób
- Ciladas – 1071 osób
- Conceição – 4165 osób
- Pardais – 546 osób
- São Bartolomeu – 858 osób